# باء
الباء «ب» «المعجمة المنقوطة التحتية» هو الحرف الثاني (2) بالترتيبين الهجائي والأبجدي من الحروف العربية وتلفظ [b] بصوت شفتاني وقفي مجهور. قيمته تساوي (2) في حساب الجمل. يقابله من حيث اللفظ باللغات الأخرى:
- بالإنجليزية ولغات لاتينية أخرى: Bb (يُترجم لفظ حرف Pp بالإنجليزية إلى ب عادة بالرغم من أنه لا يطابق طريقة اللفظ).
- بالعبرية: بيت  [لغات أخرى]‏.
- بالسريانية: ܒ.
- يرمز لحرف الباء في الألفبائية الصوتية الدولية بِـ /b/.
- في اللغة اليابانية تقابل الحروف التالية الباء العربية: ば び ぶ べ ぼ バ ビ ブ ベ ボ.

وفي بعض الأحيان يستخدم كإشارة لتصنيف سلعة أو منتج أو أي شيء آخر على أنه من الدرجة الأولى (فئة ب).
| بيت الفينيقي | بيت الجعزي | بيت أو ڤيت العبري | باء العربي | بيث السرياني | بيتث الارامي | بيت السامري |
| 𐤁            | ጰ          | ב                 | ب          | ܒ            | 𐡁            | ࠁ           |

## باء العربية

### الكتابة
| الموقع من الكلمة: | معزول | بدائي | وسطي | نهائي |
| ----------------- | ----- | ----- | ---- | ----- |
| شكل الحرف:        | ب     | بـ    | ـبـ  | ـب    |

### الرمزية
- في النجوم رمز لبرج الجوزاء.
- شهر رجب.
- في الموسيقى للبقية.
- يراد به في علم المنطق المحمول، ويراد بالجيم الموضوع.[3]

### في الإسلام

#### في التصوف
حسب معتقدات أهل التصوف الحكمة في افتتاح الله (البسملة) بالباء عشر معان، منها: أن في الألف ترفعاً وتكبراً وتطاولاً، وفي الباء انكساراً وتواضعاً وتساقطاً. قال بعض العارفين: اجتمعت أسرار القرآن الكريم في البسملة، وأسرار البسملة في الباء، وأسرار الباء في النقطة. أول حرف نطق به الإنسان وفتح به فمه وكان مخصوصاً بهذه المعاني: اقتضت الحكمة الإلهية اختياره من سائر الحروف، فاختارها، ورفع قدرها، وأظهر برهانها، وجعلها مفتاح كتابه ومبدأ كلامه وخطابه.

## بيت العبرية
الحرف ב «בי"ת بيت» بالعبرية يأتي ترتيبه الحرف الثاني (2) بحسب الترتيب الأبجدي ويكتب:
| خطوط الطباعة | خطوط الطباعة | خطوط الطباعة | بخط اليد في العبرية الحديثة | خط راشي |
| Serif        | Sans-serif   | Monospaced   | بخط اليد في العبرية الحديثة | خط راشي |
| ------------ | ------------ | ------------ | --------------------------- | ------- |
| ב            | ב            | ב            |                             |         |

## مخرجه وصِفته
الباء صوت شفوي انفجاري مجهور، وعند نطق الباء يقف الهواء الصادر من الرئتين وقوفًا تامًا عند الشفتين، وتنطبق معه الشفتان انطباقًا كاملاً، ويضغط الهواء مدة من الزمن، ثم تنفرج الشفتان فيندفع الهواء فجأة من الفم، محدثًا صوتًا انفجاريًا، وتتذبذب معه الأوتار الصوتية أثناء النطق، ومن هنا كان جهره.
وقد نصَّ اللغويون على وجوب تحريك الباء بصُوَيْت (قلقلة) إذا كانت ساكنة في وسط الكلمة حتى يتحقق الانفجار والجهر التّامَّين بهذا الصوت، والباء من الحروف القمرية؛ تظهر معه لام (أل) التعريف نطقًا وكتابة مثل: البحر.